# لي سوير
لي سوير (بالإنجليزية: Lee Sawyer)‏ (و. 1989  م) هو لاعب كرة قدم، من المملكة المتحدة، ولد في لندن، يلعب كلاعب وسط.

## روابط خارجية
- لي سوير على موقع قاعدة بيانات كرة القدم.إي يو (الإنجليزية)
- لي سوير على موقع Soccerbase.com (لاعب) (الإنجليزية)
- لي سوير على موقع عالم كرة القدم.نت (الإنجليزية)